# Santa María del Berrocal
Santa María del Berrocal es un municipio de España, al oeste de la provincia de Ávila, comunidad autónoma de Castilla y León que pertenece al partido judicial de Piedrahíta, teniendo una superficie de 28,34 km² y una altitud de 1052m.
Tiene dos pedanías (en la zona, anejos), llamadas Navahermosa de Corneja y Valdemolinos, situadas ambas a escasos dos kilómetros del municipio.
Se encuentra enclavada en la comarca Valle del Corneja, bañada por el río del mismo nombre, afluente del Tormes que atraviesa también este municipio. Se encuentra a menos de 70 kilómetros de la capital abulense, lindando con la provincia de Salamanca.

## Toponimia
Un berrocal es, en principio un lugar pedregoso, lleno de peñascos. Se trata de un derivado en -al de la voz berrueco. Son muy frecuentes en la España de habla castellana los topónimos que presentan estas voces. Podemos citar entre otro: Berrocal (Segovia), Berrocal (Badajoz), El Berrocal (Sevilla), Berrocal de Huebra (Salamanca), Berrocal de la Espinera (Salamanca), Berrocal del Río (Salamanca), Berrocal de Salvatierra (Salamanca), Los Berrocales del Jarama (Madrid), Berrocalejo de Aragona (Ávila), Berrocalejo (Cáceres), El Berrueco (Madrid), etc. El origen de la palabra es desconocido, con seguridad prerromano. Ha sido señalada con cierta verosimilitud una relación etimológica con el término afín *roca.

## Historia

### Pañeros

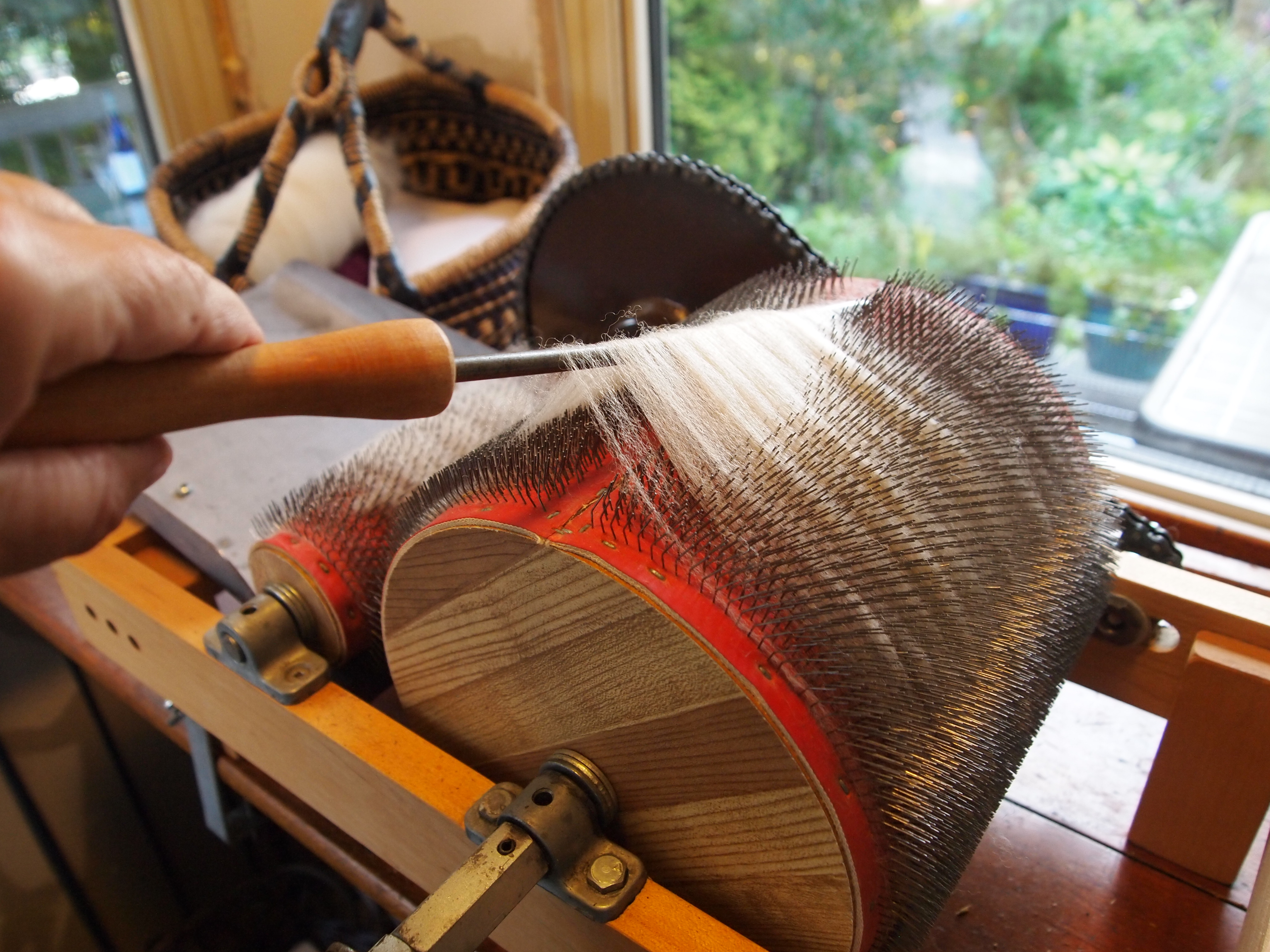
Cardador

Se sabe que ya en el siglo XVIII Berrocal contaba con una incipiente artesanía textil pues el Catastro de Ensenada recoge los datos de la existencia de diecisiete cardadores y veintiún tejedores de paños y lienzos, mercancía que los propios operarios vendían en los pueblos de Piedrahíta y Barco de Ávila haciendo los recorridos en mulas o en sus carretas. También Sebastián Miñano da fe a principios del siglo XIX de la existencia de una fábrica de paños bastos que se vendían en toda la comarca. La producción fue en aumento y a mediados del siglo XIX existían ya ocho telares, una máquina para frisado y cincuenta tornos que hilaban la lana.
Entrado el siglo XX aumentó la actividad textil con el consiguiente crecimiento de productividad y fue entonces cuando los pañeros se hicieron ellos mismos arrieros y se lanzaron a los mercados no solo de los aledaños sino de otras comarcas de Castilla. Esta actividad de venta dio lugar a un aumento de la producción en talleres familiares y a mediados del siglo XX ya se habían instalado siete fábricas de paños y gamuzas.
Los arrieros comerciantes de Berrocal cargaban a lomos de sus mulas fardos de hasta 200 kg de telas que exponían a la clientela según el sistema llamado «a tabla», es decir, sobre la propia caballería. Se reconocía enseguida a estos hombres por su vestimenta que consistía en un guardapolvo gris. No solo eran conocidos por las regiones castellanas sino por otras muchas frecuentadas del territorio español. Cuando no iban a los mercados hacían la venta de forma particular por las casas cuyos habitantes ya se habían hecho clientes. Para este servicio acarreaban sobre sus hombros unas cuantas telas que servían de muestrario.
Después de la mula llegó hacia 1930 el carro valenciano que estaba diseñado con toldo; el carro fue un avance que permitió transportar más cantidad de paños de una vez y hacer viajes más largos. Las técnicas de locomoción fueron cambiando hacia 1960 y llegó el progreso con la furgoneta DKW y los camiones Avia con más capacidad todavía. La actividad textil fue de tal calibre que llegó a haber en el pueblo hasta 100 vehículos para el reparto de mercancía. Por la misma razón hubo necesidad de construir grandes naves para almacenar telas.

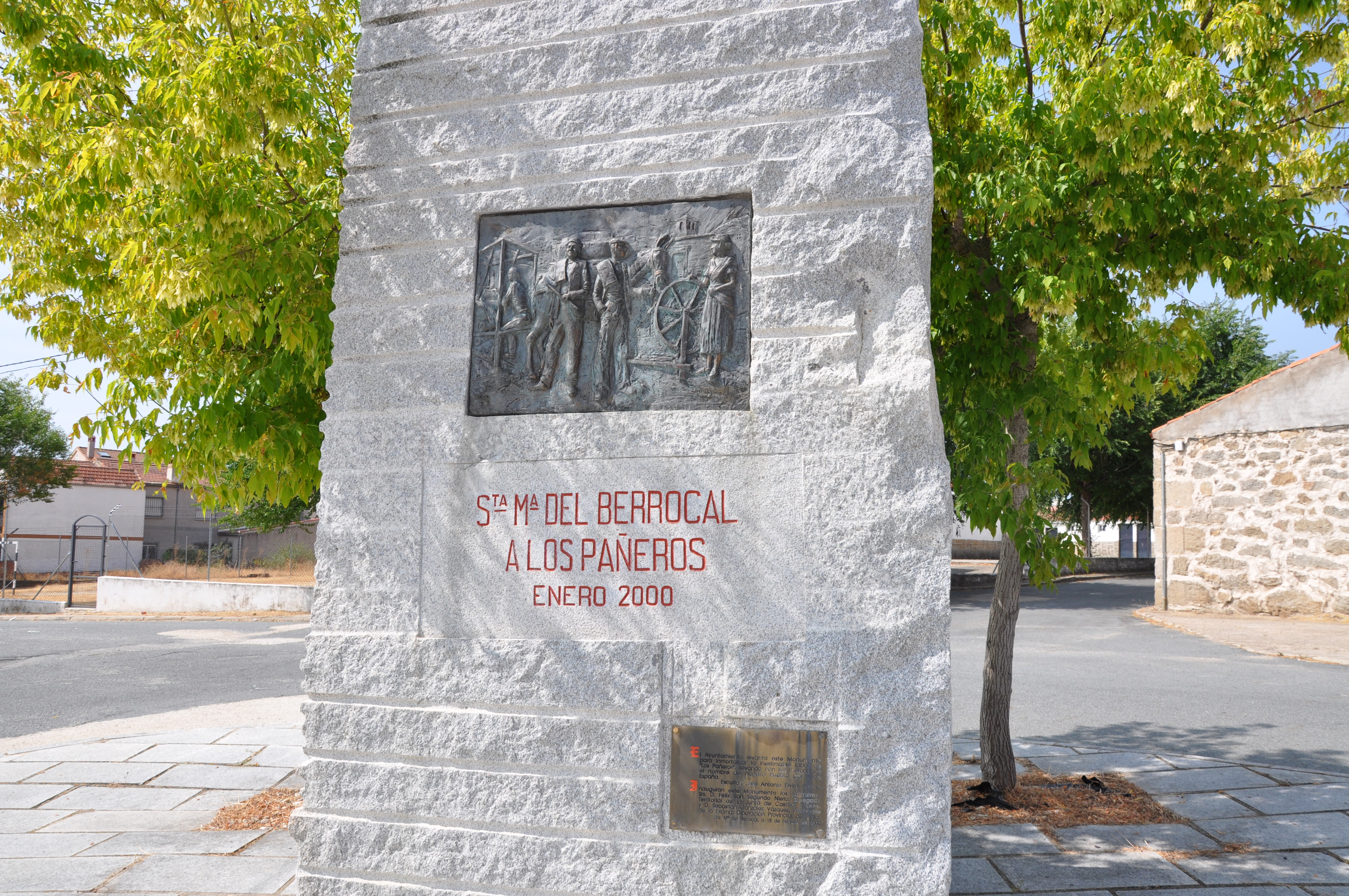
Monumento a los pañeros

La vida de los pañeros fue cambiando y muchos de ellos al prosperar económicamente se ubicaron en ciudades importantes y poblaciones más grandes, en aquellos lugares que antaño habían visitado como arrieros.
La cultura popular rememoró a estos pañeros en coplas que aun se mantienen:
- La voz de un pañero suena
- madre, yo me voy con él;
- que si no lleva dinero,
- lleva paños que vender

En Santa María del Berrocal se erigió un monumento en reconocimiento a los arrieros-pañeros.

## Demografía
Santa María del Berrocal cuenta con una población de 382 habitantes (INE 2024).
| Gráfica de evolución demográfica de Santa María del Berrocal entre 1842 y 2021 |
| |
| Población de derecho según los censos de población del INE. Población de hecho según los censos de población del INE.Entre el censo de 1940 y el anterior, crece el término del municipio porque incorpora a Valdemolinos. |

Cuenta con una población de 382 habitantes (INE 2024), en la que 190 son hombres y 184 son mujeres.

## Gastronomía
Dada la diversidad del clima y el modo de vida de los habitantes, históricamente se seleccionaban comestibles con alto contenido calórico, aprovechando, al mismo tiempo, la excepcional calidad de los ingredientes, destacando especialmente la carne.
- Patatas revolconas
- Torrijas
- Flores
- Orejas de Fraile
- Peces escabechados

## Fiestas
- La Cofradía del Santo Cristo del Sepulcro celebra anualmente el 30 de abril su festividad en honor al Cristo.[9]
- El 10 de julio destaca en las festividades en honor a San Cristóbal con una misa, procesión y bendición de vehículos.[9]
- 18-19 de septiembre: Feria Berrocaza fue la feria dedicada a los perros de caza, organizada por el Ayuntamiento en colaboración con Rehalas Piedrahíta y la participación activa de la asociación de cazadores Las Cabezas.[9]
- La Virgen del Rosario, patrona desde 1587, es homenajeada cada primer domingo de octubre con una festividad que ha evolucionado de un baile de gaitilla a una verbena animada el sábado.[9]

## Monumentos y lugares de interés
Santa María de Berrocal, alberga una rica colección de monumentos que narran la historia de este municipio.
- Iglesia de Nuestra Señora de la Asunción
- Ermita del Sepulcro.
- Santo cristo del sepulcro.
- Lavaderos
- Pilón
- Potro de herrar

## Peñas y Asociaciones
| Proyecto Arboleda         | Grupo de voluntarios |
| Los HDC(Hijos de la cura) | 60 miembros          |
| Peña El Cubata            | 66 miembros          |
| Peña El Pilón             | 25 miembros          |
| Peña Las Divinas          | 14 miembros          |
| Peña Tó                   | 30 miembros          |
| Peña La sombrilla         | 16 miembros          |
| Peña Ponche Berrocal      | 25 miembros          |

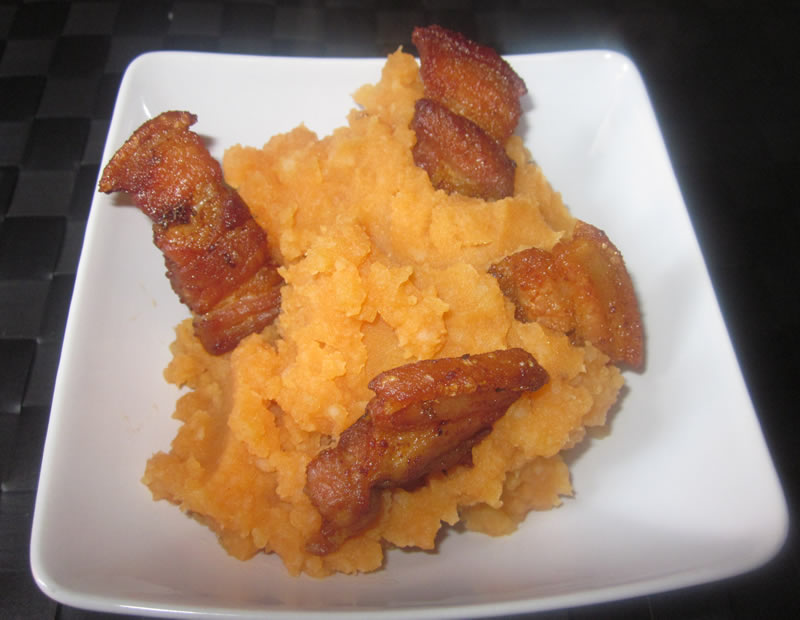
Patatas revolconas, típicas de la gastronomía local
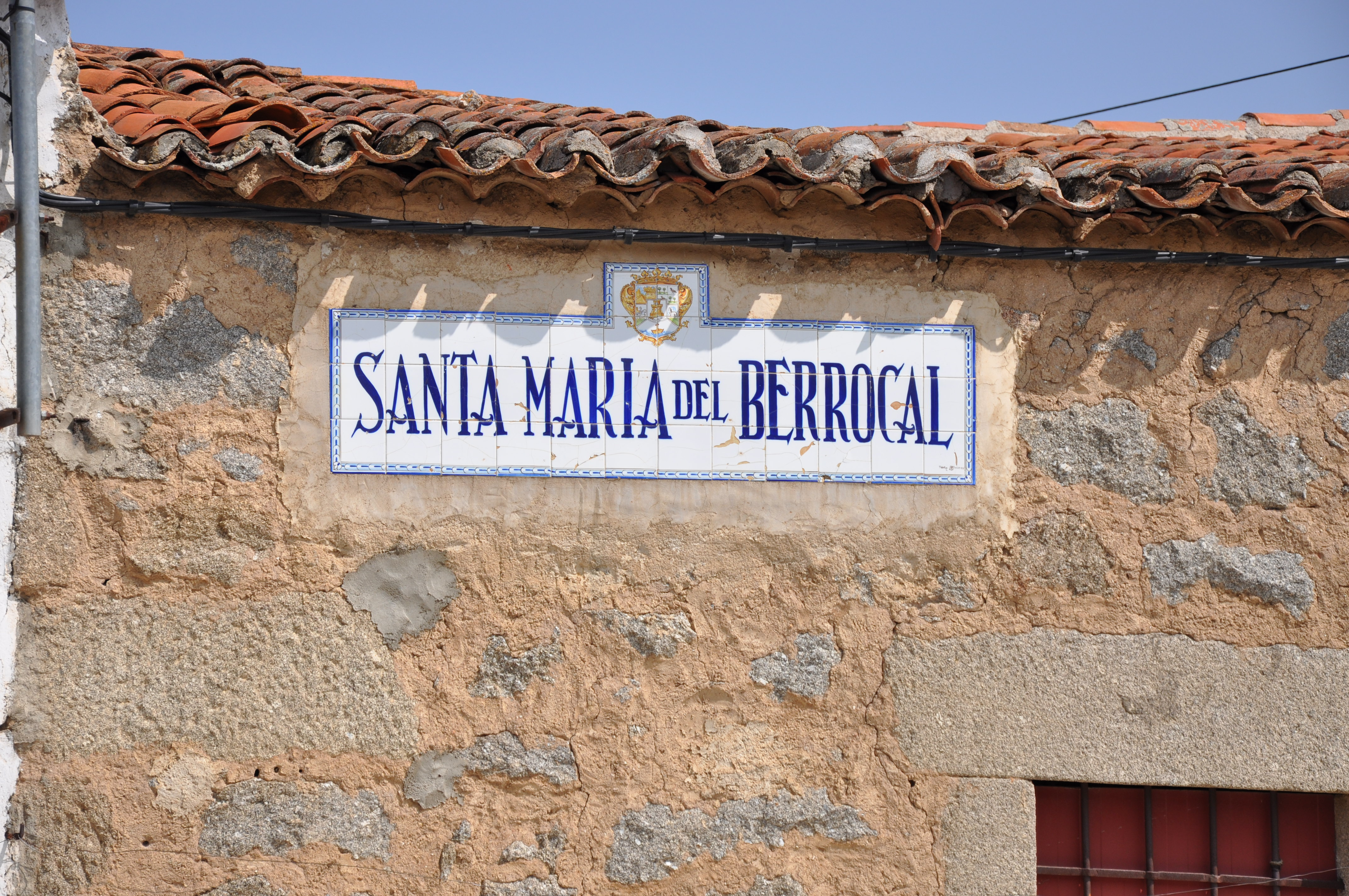
Azulejo
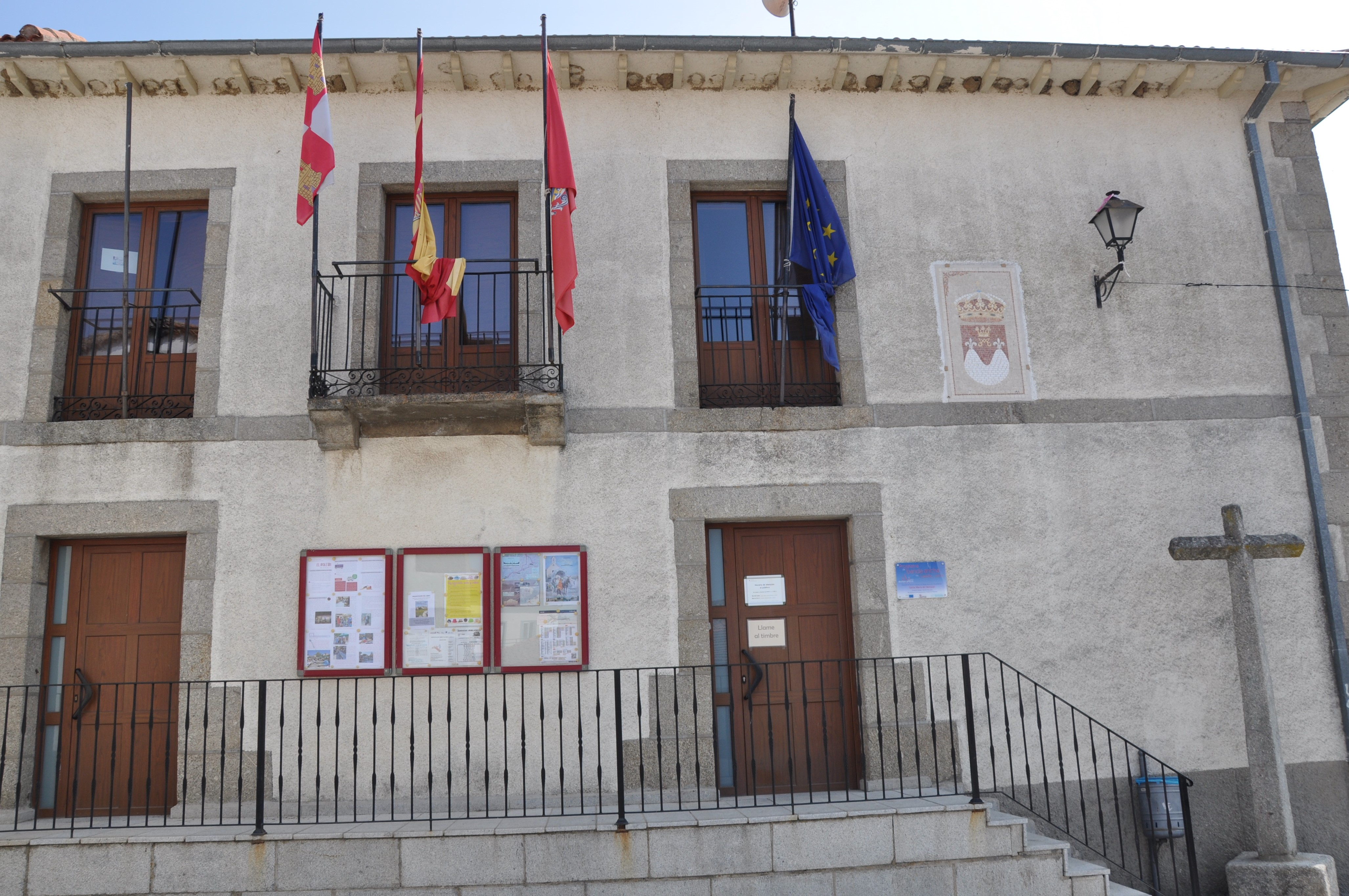
Ayuntamiento
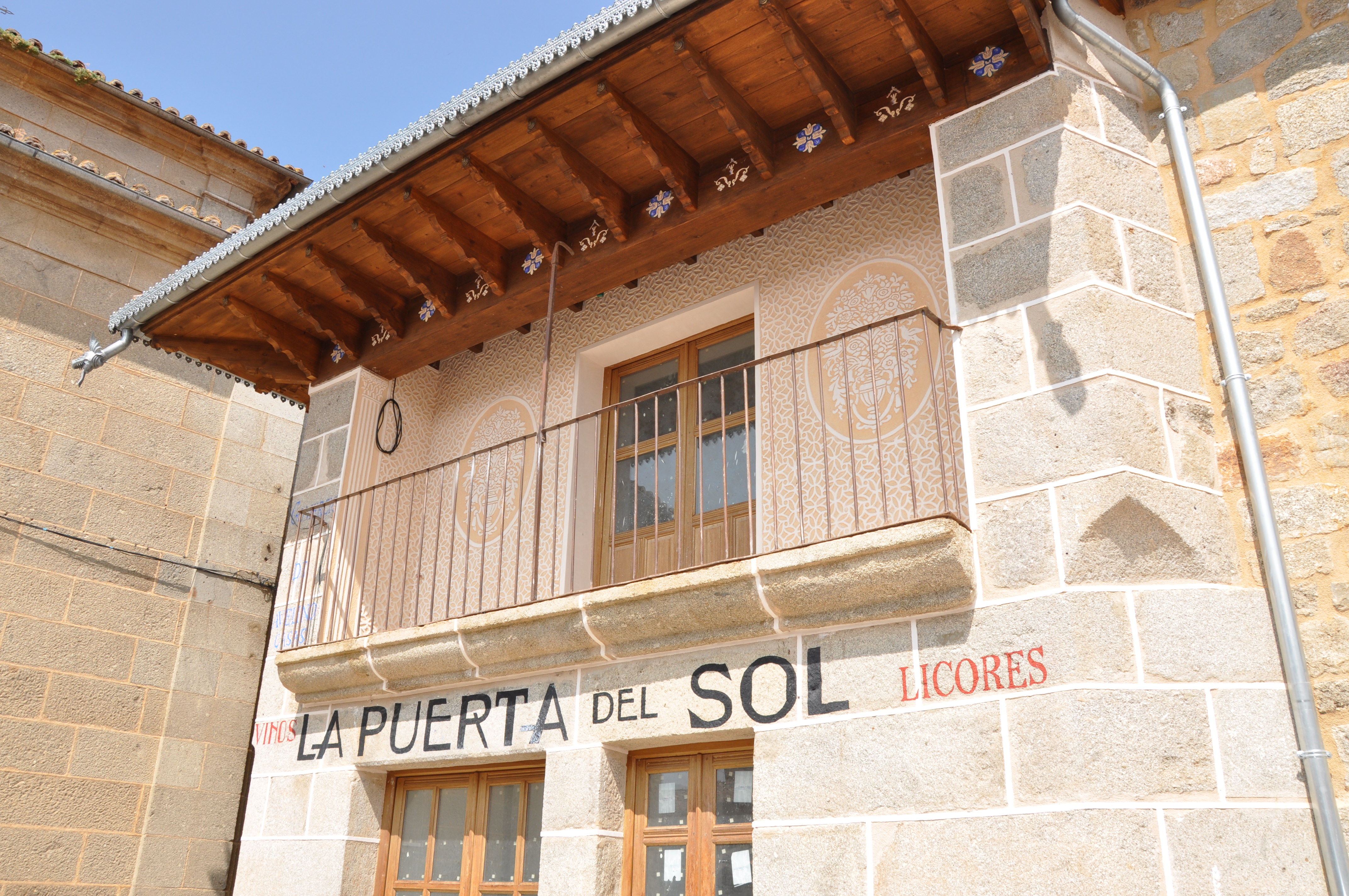
Antiguo comercio